# Annabel Goldie
Annabel MacNicoll Goldie (née le 27 février 1950) est une femme politique écossaise qui est chef du parti conservateur écossais de 2005 à 2011 et membre du Parlement écossais de l'ouest de l'Écosse de 1999 à 2016. 
Depuis 2013, elle est pair à vie à la Chambre des lords du Parlement du Royaume-Uni et depuis 2019, ministre d'État à la Défense.
De 2016 à 2019, elle est Lord-in-waiting, whip dans le gouvernement britannique.

## Biographie
Elle est née à Glasgow, en Écosse, mais a vécu toute sa vie dans le Renfrewshire à proximité. Auparavant vivant à la campagne entre Kilmacolm et Lochwinnoch, elle réside dans le village voisin de Bishopton depuis quarante ans . Elle a d'abord fait ses études à l'école primaire Kilmacolm et à la Greenock Academy, elle a poursuivi sa formation à l' université de Strathclyde à Glasgow, où elle a obtenu son diplôme de fin d'études Bachelor of Laws en 1971. Elle a été avocate et associée du cabinet d’avocats Donaldson, Alexander, Russell & Haddow de Glasgow, de 1978 à 2006 . Elle est également une ancienne de l’Église d'Écosse et siège au conseil consultatif de l'Armée du salut. Elle est célibataire et est sous-lieutenant du comté de Renfrewshire . 
Elle se présente d'abord aux élections à la Chambre des communes aux élections générales de 1992 dans les circonscriptions de West Renfrewshire et Inverclyde, se classant deuxième avec 32,9 % des voix.

## Membre du parlement écossais
Elle est élue au Parlement écossais lors de l'élection de 1999 pour la région électorale de l'ouest de l'Écosse. Elle a conservé ce siège aux élections de 2003, 2007 et 2011. Elle est devenue chef des conservateurs écossais en 2005 jusqu'à sa démission en 2011. 
En plus de sa présence sur les listes régionales, elle est également candidate au Parlement dans la circonscription de West Renfrewshire en 1999, 2003 et 2007, en augmentant chaque fois la part du vote des conservateurs, mais sans être élue. La circonscription électorale est supprimée en 2011 et elle ne se présente pas dans la nouvelle circonscription de Renfrewshire Nord et Ouest. 

## Chef des conservateurs écossais
Le 31 octobre 2005, Goldie devient chef par intérim après la démission de David McLetchie de son poste de chef des conservateurs écossais, à la suite de la publicité défavorable créée par la publication des détails des notes de frais qu’il a réclamées pour des déplacements en taxi . 
Elle se présente comme candidate à la direction le 2 novembre 2005 - une nomination conjointe avec Murdo Fraser comme suppléant est proposé . Leur nomination est sans opposition et Goldie est nommée dirigeante le 8 novembre 2005, première femme à diriger le parti conservateur écossais. Dans son premier discours en tant que dirigeante, elle promet d'agir contre "la déloyauté et la désobéissance" dans le parti et, faisant référence à Margaret Thatcher, elle déclare: "Je pense que vous pouvez en déduire que le sac à main de la matrone sera en hyper-action. Il pourrait y avoir pire précédents à suivre " . 
Lors de la première conférence de son parti en mars 2006, Goldie expose son projet de faire des conservateurs écossais le "principal parti de l’opposition en Écosse". Cependant, sa deuxième conférence en tant que chef de parti est éclipsée par une note divulguée par David Mundell, seul député conservateur écossais à la Chambre des communes britannique, et secrétaire d'État fantôme pour l'Écosse, dans laquelle il critique le leadership de Goldie . 
Elle gagne les éloges pour son leadership au sein du parti lors des élections au Parlement écossais de 2007 et à titre personnel de débatteuse qualifiée. Elle est qualifiée de "personnage public très apprécié". À partir de février 2009, Goldie obtient le droit de participer mensuellement au cabinet fantôme de l’opposition officielle à Westminster. 
Le 9 mai 2011, Goldie annonce son intention de démissionner de son poste de chef des conservateurs écossais, citant les résultats électoraux décevants de son parti. Elle se retire le 4 novembre après l'élection de Ruth Davidson comme successeur. 

## Chambre des lords
Le 3 octobre 2013, elle est créée pair à vie prenant le titre de baronne Goldie, de Bishopton dans le comté de Renfrewshire. 
En juin 2016, elle est nommée Lord-in-waiting . 